# 燃眉追击 (电影)
《燃眉追击》（英語：Clear and Present Danger）是一部1994年美国谍战动作惊悚电影，根據汤姆·克兰西的同名小说改编而成，由澳大利亚导演菲利普·诺伊斯执导，哈里森·福特、威廉·达福、詹姆斯·厄尔·琼斯等人主演。此片和1990年电影《猎杀红色十月》、1992年电影《爱国者游戏》皆描写了克兰西的虚构人物傑克·萊恩。电影于1994年8月3日在全美影院上映，且主要在票房上获得了成功，票房收入超过2亿美元。

## 劇情簡介
美国中央情报局（CIA）幹員傑克·萊恩在詹姆斯·格里尔中將的委託下任命代理副局長一職，但他才上任沒多久，就面臨一個前所未有的大挑戰。美国总统貝內特的好友遭遇滅門之禍，而所有證據皆指向惡名昭彰的哥伦比亚毒枭艾斯科比。萊恩奉命查明案件真相，然而在展開全面調查之前，國家安全顧問詹姆斯·科特在貝內特的默許下與CIA的高階人員羅伯特·里特爾共同策劃秘密战争，里特爾甚至招募數名美國陸軍特種部隊的隊員與一支由約翰·克拉克領導的特遣隊共同合作，到哥伦比亚對抗艾斯科比。萊恩得知真相後感到憤怒，決定隻身前往哥伦比亚一窺究竟......

## 角色
- 哈里森·福特饰演傑克·萊恩（Jack Ryan）
- 安妮·亞契饰演凱西·萊恩（Dr. Caroline Catherine "Cathy" Ryan）
- 詹姆斯·厄尔·琼斯饰演詹姆斯·格里尔（James Greer）
- 唐納德·莫法特饰演美国总统貝內特（President Bennett）
- 米格尔·山德瓦饰演哥伦比亚毒枭艾斯科比（Ernesto Escobedo）
- 喬昆迪·艾曼達饰演費利克斯·科爾特斯（Col. Felix Cortez）
- 雷蒙·克魯茲饰演美國陸軍特種部隊隊員多明戈·查韋斯（Domingo Chavez）
- 哈里斯·尤林饰演美國國家安全顧問詹姆斯·科特（James Cutter）
- 亨利·茲尼饰演羅伯特·里特爾（Robert Ritter）
- 威廉·达福饰演約翰·克拉克（John Clark）
- 贝利塔·莫雷诺饰演珍·福勒（Jean Fowler）
- 安·馬格努森饰演莫伊拉·沃爾夫森（Moira Wolfson）
- 湯姆·塔米饰演美國聯邦調查局局長雅各布（FBI Director Emile Jacobs）
- 維克多·帕爾米耶饰演安德魯·費里斯（Ambassador Andrew Ferris）
- 班傑明·布拉特饰演拉米雷斯上尉（Captain Ramirez）

## 拍攝花絮
- 主體拍攝於1993年11月18日開始，拍攝地包含洛杉矶、华盛顿哥伦比亚特区和墨西哥[1]。
- 電影中的哥倫比亞場景實際上是在墨西哥拍攝。
- 毒枭艾斯科比的角色原型是哥倫比亞大毒梟巴布羅·艾斯科巴（Pablo Emilio Escobar Gaviria），電影進入後製時，艾斯科巴本人在一次國際緝毒行動中被殺。
- 飾演美国总统的唐納德·莫法特是以雷根或布希作為模仿對象。
- 電影中萊恩問里特爾是否打網球的台詞是哈里森·福特在片場的即興發揮。
- 電影中車隊遭到販毒集團襲擊的場景，在影集《執法悍將》其中一集也有出現，最後萊恩逃脫的畫面是由哈里森·福特本人親自完成的。
- 電影最後萊恩和美国总统交談的橢圓形辦公室最初是為另一部電影《冒牌總統》搭建的。

## 票房收入
- 預算 - $62,000,000
- 開畫票房收入 - $20,348,017
- 美國總收入 - $122,187,717
- 海外總收入 - $93,700,000
- 全球總收入 - $215,887,717

## 外部連結
- 官方网站
- 開眼電影網上《迫切的危機》的資料（繁體中文）
- 豆瓣电影上《燃眉追击》的資料 （简体中文）
- 时光网上《燃眉追击》的資料（简体中文）
- AllMovie上《燃眉追击》的资料（英文）
- 爛番茄上《燃眉追击》的資料（英文）
- Box Office Mojo上《燃眉追击》的資料（英文）
- TCM电影资料库上《燃眉追击》的资料（英文）
- Metacritic上《燃眉追击》的資料（英文）
- 互联网电影数据库（IMDb）上《燃眉追击》的资料（英文）